# Vespa diadema
Vespa diadema är en getingart som beskrevs av Christ 1791. Vespa diadema ingår i släktet bålgetingar, och familjen getingar. Inga underarter finns listade i Catalogue of Life.